# Gøg og Gokke
Gøg og Gokke (engelsk: Laurel and Hardy) var et komikerpar, som dukkede frem i stumfilmens dage i Hollywood i 1920'erne. Parret bestod af Gøg, den tynde englænder Stan Laurel (1890–1965), og Gokke, den tykke amerikaner Oliver Hardy (1892–1957). Fra slutningen af 1920'erne frem til midten af 1940'erne var de berømte for deres slapstick-komik, hvor Gøg spillede rollen som den kluntede og barnlige bangebuks, over for Gokkes rolle som opblæst, selvsikker bølle. Komikerparrets kendingsmelodi, kendt som "The Cuckoo Song", "Ku-Ku" eller "The Dance of the Cuckoos", blev altid spillet til rulleteksterne i begyndelsen af deres film. Kendingsmelodien er et af parrets vigtige kendemærker, sammen med deres bowlerhatte.
Inden de dannede Gøg og Gokke, var både Laurel og Hardy veletablerede filmskuespillere. Laurel havde således medvirket i mere end 50 film, Hardy i mere end 250. I 1921 medvirkede de begge i filmen The Lucky Dog, men det var først i 1926, at de spillede sammen som par, mens de begge arbejdede for Hal Roach-filmstudierne. Den første Gøg og Gokke-film var den korte stumfilm Putting Pants on Philip fra 1927. Parret blev hos Hal Roach indtil 1940, hvorefter de optrådte i otte B-film-komedier for 20th Century Fox og Metro-Goldwyn-Mayer fra 1941 til 1945. Herefter lavede parret en række sceneoptrædener, bl.a. en turne til music halls i England, Irland og Skotland. Deres sidste film var fra 1950, en fransk-italiensk samproduktion ved navn Atoll K.
Parret medvirkede i 107 film, idet de havde hovedrollerne i 32 korte stumfilm, 40 korte lydfilm og 23 spillefilm. De gav 12 gæsteoptrædener på film, fx i Galaxy of Stars fra 1936. De optrådte en enkelt gang på tv, nemlig 1. december 1954, hvor de blev interviewet til NBC-programmet This Is Your Life.
Siden 1930'erne er Gøg og Gokkes komik blevet genbrugt i mange teateropsætninger, tv-produktioner, samt film i nye udgaver, hjemmevideoer mm. I 2005 blev Gøg og Gokke af et britisk komikerpanel udråbt som det syvendestørste komikerpar nogensinde. Andre kårer dem som det største par nogensinde. På verdensplan er til komikerparrets ære oprettet en loge kaldet The Sons of the Desert. Navnet stammer fra det broderskab, Gøg og Gokke er medlemmer af i filmen af samme navn. Logen og komikerparret har været inspiration for og lagt navn til den danske komiker-kvartet Ørkenens Sønner.

## Tiden før Gøg og Gokke

### Stan Laurel
Stan Laurel (født 16. juni 1890, død 23. februar 1965), født Arthur Stanley Jefferson, kom fra en teaterfamilie i Ulverston i Lancashire i England. Hans far Arthur Joseph Jefferson var skuespiller, instruktør og forfatter, og sammen med sin kone var han en vigtig drivkraft i områdets teaterliv. I 1905 flyttede familien til Glasgow for at være tættere på byens Metropole Theatre, og det var i Glasgow, Laurel debuterede på scenen, en måned før han fyldte seksten, med parodier på tidens berømte music hall-komikere, bl.a. George Robey og Dan Leno. Faderen sørgede for, at Laurel fik kontrakt med teaterkompagniet Levy and Cardwell, som især lavede juleforestillinger. I 1909 begyndte Laurel at spille biroller hos den store britiske komikerimpresario Fred Karno, bl.a. som dubleant for Charlie Chaplin. Laurel har sagt om Karno: "Der var ikke nogen som ham. Han havde ingen ligemand. Selve hans navn solgte billetter."
I 1912 tog Laurel på turne i USA med Fred Karnos trup. Laurel troede blot, at turen skulle være et behageligt afbræk før tilbagekomsten til teatrene i London, men Laurel endte med ikke at tage med hjem, men blive i USA. I 1917 dannede Laurel på både teater og film par med Mae Dahlberg, og også privat boede de to papirløst sammen. Samme år debuterede Laurel sammen med Dahlberg på film, i Nuts in May. På denne tid begyndte Laurel, efter forslag fra Dahlberg, at kalde sig Stan Laurel (laurel er amerikansk for laurbær) i stedet for Stanley Jefferson, bl.a. fordi det fyldte mindre på plakaterne, og i 1931 tog han navneforandring. Dahlberg viste sig at være en hæmsko for Laurels karriere, for hun forlangte at være med i hans film, samtidig med at hendes stormfulde væsen gjorde hende vanskelig at arbejde sammen med, og parret skændtes tit i garderoben ved optagelserne. Producenten Joe Rock betalte angiveligt Dahlberg for at forlade Laurel og tage tilbage til Australien, hvor hun kom fra. I 1925 fik Laurel arbejde som instruktør og forfatter hos Hal Roach filmstudierne. Fra maj 1925 til september 1926 stod han i rulleteksterne i mindst 22 film. Laurel spillede vigtige roller i mere end 50 film, før han dannede par med Hardy, men dog kun med begrænset succes. Producenten Hal Roach tilskrev senere dette problemerne med at fotografere Laurels lyse, blå øjne, som nogle gange fik det til at se ud som om han var blind; Laurel prøvede i de tidligste film at råde bod på dette ved at bruge en meget kraftig øjenmakeup.[kilde mangler] Producenter, forfattere og instruktører havde svært ved at skrive gode roller til ham, idet det amerikanske biografpublikum mest kendte ham som tosset indbrudstyv eller ham der parodierede Charlie Chaplin. Han gjorde ikke en nær så ikonisk figur på lærredet som fx Chaplin, Harold Lloyd eller Buster Keaton.[kilde mangler]
Det var først, da Laurel begyndte at optræde i parodier over populære film, at publikum begyndte at få øjnene op for ham. Mellem 1922 og 1925 var han stjernen i flere film, bl.a. Mud and Sand fra 1922, en parodi på Blood and Sand med Stan som "Rhubarb Vaselino" i stedet for Rudolph Valentino, og Dr. Pyckle and Mr. Pryde fra 1925, med Laurel i rollen som både den blide doktor og det maniske monster. Mange af disse komedier havde skøre visuelle effekter, der sammen med Laurels excentriske pantomime slog hans navn fast som "skør komiker".[kilde mangler]

### Oliver Hardy
Oliver Hardy (født 18. januar 1892, død 7. august 1957) blev født som Norvell Hardy i Harlem i den amerikanske stat Georgia. Da han nærmede sig de tyve år, var Hardy en populær sanger, samtidig med han med sin mors økonomiske hjælp drev en biograf i Milledgeville i sin hjemstat. Han tilføjede faderens fornavn Oliver til sit navn og kaldte sig nu Oliver Norvell Hardy, men kendtes også senere under kælenavnene Ollie og Babe.
Hardy blev bidt af filmkomedier, og i 1913 fik han job hos Lubin Motion Pictures i Jacksonville i Florida, som på den tid husede en blomstrende filmindustri. Hans første job bestod i at hjælpe til i studiet med lys, rekvisitter og lignende, idet han gradvist fik lært sig filmfaget ved at arbejde som assistent. Babe-tilnavnet kom fra en italiensk barber i nærheden af studierne, som smurte Hardys ansigt ind i talkum og sagde "That's nice-a baby!" Hardys kolleger begyndte at bruge udtrykket, og Hardy gik i sine tidlige film, herunder den første film Outwitting Dad fra 1914, under navnet Babe Hardy. Det var på denne tid tid Hardy giftede sig med sin første hustru Madelyn Salosihn. I årene 1914-16 spillede Hardy rollen som Babe i 177 korte stumfilm lavet af Vim Comedy Company, vist frem til slutningen af 1917. Fordi Hardy både kunne spille helt, skurk og endog kvinde, var han efterspurgt til biroller, fx som grinagtig forbryder eller som komisk indslag. Gennem ti år var han assistent for diverse komikere og Chaplin-efterlignere, og Hardy nåede at medvirke i mere end 250 korte stumfilm, af hvilke de omkring 150 siden er gået tabt. Han blev kasseret til militærtjeneste i 1. Verdenskrig pga. sin størrelse. Da Floridas filmindustri brød sammen i 1917, drog Hardy med sin kone Madelyn til Californien for at søge lykken der.

## Laurel og Hardy som Gøg og Gokke
Det var først midt i 1920-erne, da både Laurel og Hardy var etablerede skuespillere med mange film bag sig, at de dannede parret Gøg og Gokke.

### Parrets stil
Gøg og Gokkes humor var stærkt visuelt præget og baseret på slapstick, eller falde-på-halen-komik. Parrets optrin var præget af fysisk udfoldelse, hvor de to gerne kom op at slås, i motorisk indviklede slagsmålsscener, hvor de ofte brugte elementer fra tegnefilmsslagsmål. De to roller kludrede i det i en grad, så de aldrig kunne finde ud af at ordne selv de simpleste ting. Komikken gik ofte ud på at malke en vittighed, sådan at en enkel ide dannede grundlag for en række gags, på amerikansk running gags, som ikke nødvendigvis udgjorde en fremadskridende fortælling.
Stan Laurel var almindelig af bygning, men forekom lille og tynd ved siden af Oliver Hardy, som var 185 cm og i sine velmagtsdage vejede 127 kg. Parret fremhævede deres forskellige udseende med små hjælpemidler. Laurel klippede sit hår kort i siderne og nakken, men lod det vokse på issen, hvor det stod op og gav ham et forskrækket udtryk, som han fremhævede ved at hyle samtidig med han trak opad i håret. Hardy var i modsætning hertil tyndhåret, og han klistrede sit sparsomme pandehår fast med spyt i krøller, samtidig med han havde tandbørsteoverskæg. Laurel fjernede hælene fra sine sko og fik derved en klodset gangart. Begge bar bowlerhatte, idet Laurels var smallere end Hardys og med flad skygge. Deres skjorter havde knækflipper, og hertil bar Laurel butterfly, mens Hardy bar slips, som han fingererede ved. Hardy bar en lidt for lille sportsjakke knappet med én knap, mens Laurels dobbeltradede jakke til gengæld var lidt for stor til ham.
En Gøg og Gokke-scene havde ofte gengældelse (på amerikansk tit-for-tat) som tema. Modparten kunne være parrets koner, ofte spillet af Mae Busch, Anita Garvin eller Daphne Pollard, eller en nabo, ofte spillet af Charlie Hall eller James Finlayson. Gøg og Gokke kom i scenen uforvarende til at beskadige noget der tilhørte modparten, hvorefter den forurettede modpart gjorde gengæld ved at ødelægge noget, der tilhørte Gøg eller Gokke. Efter tilsyneladende stiltiende at have overværet ødelæggelsen af deres ting, fandt parret noget andet af modpartens de kunne ødelægge, og således optrappedes konflikten indtil begge parter samtidigt ødelagde hinandens ting for øjnene af hinanden. Et tidligt eksempel på denne type scene forekommer i parrets klassiske kortfilm Big Business fra 1929, en film som i 1992 blev optaget i det amerikanske National Film Registry. En anden af deres kortfilm omkring samme tema er Tit for Tat fra 1935.
Et af deres bedst kendte dialog-temaer var "Tell me that again"-temaet. Gøg beskriver i temaet en smart ide han har fået for Gokke, og Gokke siger så: "Tell me that again" ("Sig det lige igen"). Gøg prøver så igen at forklare ideen, men nu på en meget usammenhængende og forvrøvlet måde. Gokke, som havde svært ved at forstå ideen, da Gøg forklarede den tydeligt første gang, forstår præcist hvad Gøg mener med den vrøvlede version.[kilde mangler]
Det meste af parrets komik var visuel, men i deres talefilm indlagde de forskellige komiske sætninger, fx:
- "You can lead a horse to water but a pencil must be led." (Gøg, i Brats fra 1930)[38]
- "I was dreaming I was awake but I woke up and found meself asleep." (Gøg, i Oliver the Eighth fra 1934)
- "A lot of weather we've been having lately." (Gokke, i Way Out West fra 1937)

Nogle gange nærmede Gøg og Gokkes komik sig det surrealistiske, en stil som Laurel kaldte 'hvid magi'. Et eksempel forekommer i Way Out West fra 1937, hvor Gøg knytter hånden og stopper tobak ned i den, som var det en pibe. Så knipser han sin tommelfinger op, som var det en lighter. Der går ild i tommelfingeren, og han kan nu bruge den til at tænde 'piben' med. Dette forbløffer Gokke, som resten af filmen prøver at gøre Gøg kunsten efter. Langt om længe lykkes det for Gokke, som så blot bliver forskrækket over, der går ild i hans tommelfinger. Gøg laver også pibe-nummeret i filmen Block-Heads fra 1938, og igen bliver Gokke forbløffet. Her ender scenen med, at Gøg afslører den genbrugelige tændstik, han har brugt til at tænde fingeren med. Gokke smider tændstikken i kaminen, hvor den eksploderer med et højt brag.
De mange ulykker som overgik Gokke, fx at falde ned ad trappen eller få bank af en bølle, blev ofte i filmene (bl.a. for at skåne skuespilleren) udelukkende gengivet med lydeffekter, som publikum så kunne bruge til selv at forestille sig situationen. I filmen Sailors Beware fra 1927 udviklede Hardy to af sine berømteste kendetegn. Dels hans fingerering med slipset, som udtryk for forlegenhed: I en bestemt scene havde Hardy fået en spand vand i hovedet og fortalte senere: "Jeg havde ventet det, men ikke lige i det øjeblik. Jeg blev paf og handlingslammet, vidste ikke hvordan jeg skulle komme videre, og stod så pludselig og viftede med slipset af forlegenhed, mens jeg prøvede at se venlig ud." Dels hans kamerablik, hvor han nedbryder den 'fjerde væg', grænsen til publikum. Hardy har herom sagt: "Jeg skulle spille rasende, og så stirrede jeg bare lige ind i kameraet og mærkede min afsky." Privat var Stan Laurel og Oliver Hardy helt modsat af Gøg og Gokke: Laurel var den foretagsomme ideskaber, mens Hardy tog den mere med ro.

### Typiske gags og kendetegn
Bortset fra scenerne med ødelæggelse af genstande og inventar er det som oftest Gokke, der må lægge krop til fysisk overlast, når han af vanvare bliver ramt af noget, slår sig eller falder, eller lignende. I sådanne scener står Gøg for det meste blot og ser på, uden tanke på at gribe ind for at afværge, men purrer i stedet ubehjælpsomt og nervøst sit lange hår på issen. Heroverfor lægger Gokke gerne en overlegen og majestætisk attitude for dagen. Der kan nævnes en række forskellige optrin af denne slags:[kilde mangler]
- Øje for øje: Dette gag, på amerikansk kaldet tit-for-tat, stammer fra instruktøren Leo McCarey. Det forekommer i mange varianter, men altid sådan at modparterne på skift påfører hinanden stadigt større skader; med stoisk ro afventer man hvad modstanderen nu finder på, inden man gennemfører sit næste træk.
- Noget i øjet: I talrige scener kommer Gøg til at stikke sin pegefinger i Gokkes øje; eller også er det en svupper, et dørhåndtag (i Brats) eller en stige (i The Music Box), som Gokke får i øjet.
- Vand: I mange scener bliver Gokke på alle tænkelige måder gennemblødt, fx oversprøjtet af vandslanger, akvarier, oversvømmede badeværelser, eller han falder i et badekar (i Them That Hills), en brønd (i The Music Box) eller en å.
- Dørhåndtag: Når Gokke skal tage i et dørhåndtag, afstedkommer det næsten altid elektriske eller mekaniske uheld.
- Brændende bagdel: I nogle scener går der ild i Gokkes bagdel (fx i Hog Wild og Them thar hills), og Gøgs forsøg på at slukke ilden fører oftest til nye katastrofer.
- Gokkes jakke: Ved hjælp af billardkøer, hakker eller lignende lykkes det igen og igen Gøg at rive Gokkes jakke i stykker.
- Hattene: I en række scener kommer Gøg og Gokke af vanvare til at forbytte deres bowlerhatte, et af komikerparrets kendetegn, hvilket fører til pudsige situationer, da Gøgs hat er mindre end Gokkes.
- Kvinder: I Gøg og Gokkes verden optræder kvinder enten som attraktive unge damer eller besværlige ægtemager. De unge damer er genstand for Gokkes - altid mislykkede - tilnærmelser, som i Swiss Miss endda fører Gokkes udkårne i armene på en anden bejler. Ægtemagerne er derimod ofte dominerende eller stridbare strigler, som fx forbyder deres mænd at gå ud eller tvinger dem til husligt arbejde.
- Gokkes lidende blik mod publikum: Filmskuespillere kigger som regel aldrig lige mod kameraet, men Hardy gjorde det til en karakteristisk del af Gokkes rolle i vanskelige eller ærgerlige situationer at vende blikket mod publikum. Teknikken er senere brugt mange gange, fx af Tom Selleck i den amerikanske serie Magnum og af Egon i slutningen af visse Olsenbanden-film, her som tegn på respekt over for sit biografpublikum. I sine tv-udsender bruger Jan Gintberg meget ofte teknikken under interviews, for at udtrykke skepsis eller forbavselse over den interviewedes svar.
- Gøgs jamren: Når parret bliver nødt til eller tvinges til at gøre noget ubehageligt, udsender Gøg i nogle få sekunder en høj angstfuld jamren eller hvinen.
- Gøgs dobbeltkig: Når Gøg skal forstå den situation, der udspinder sig ved siden af ham, kigger han først på det, kigger så bort og ser tænksom ud, og må så kigge på det igen.
- Gøgs spisevaner: Når Gøg fx skal spise en banan, sker det meget langsomt, men temmelig støjende og med en løjerlig mimik. Uden problemer fortærer Gøg brugsgenstande, fx en hat (i Way out West) eller et voksæble (i Ørkenens Sønner).

### Faste vendinger
Gøg og Gokkes talefilm indeholder en række faste vendinger, eller catchphrases.
- "Well, here's another nice mess you've gotten me into!" er Gøg og Gokkes mest brugte catchphrase, sagt af Gokke.[38][43] Den forekommer i begge Gilbert og Sullivans operetter Mikado fra 1885 og The Grand Duke fra 1896. Første gang Hardy brugte den var i The Laurel-Hardy Murder Case fra 1930. I populærkultur bliver vendingen ofte fejlciteret som "Well, here's another fine mess you've gotten me into." Denne udgave har Hardy aldrig brugt, og misforståelsen stammer fra titlen på parrets film Another Fine Mess.[44] Vendingen forekommer i mange varianter i parrets film, fx i Chickens Come Home, hvor Gokke utålmodigt siger til Gøg: "Well....", mens Gøg svarer "Here's another nice mess I've gotten you into." I filmene Thicker than Water og The Fixer-Uppers lyder den "Well, here's another nice kettle of fish you pickled me in!" I Saps at Sea bliver vendingen til "Well, here's another nice bucket of suds you've gotten me into!"

- "Well, you never asked me" er Gøgs standardsvar, når han grundet sin passivitet ikke reagerer sådan, som det ellers ville være passende.[45]

- "Why don't you do something to help me?" er Gokkes udtryk, når han er frustreret eller i knibe, og Gøg blot står hjælpeløst og kigger på. Det forekommer første gang i filmen Unaccustomed As We Are fra 1929.

- "Why don't you keep your (big) mouth shut?!" bruges af og til af Gokke, når Gøg af vanvare har givet en af sine gode ideer til deres modpart.

- "D'oh!" bruges, som udtryk for overraskelse, utålmodighed eller skepsis, af 'manden med overskægget', den skotske skuespiller James Finlayson, som medvirkede i 33 Gøg og Gokke-film.[38] Vending D'oh! har inspireret figuren Homer Simpson, indtalt af skuespilleren Dan Castelleneta, i tegnefilms-serien The Simpsons. Homer brugte første gang vendingen i afsnittet "Punching Bag" fra 1988.[46]

## Film
Laurel og Hardy optrådte første gang sammen i stumfilmen The Lucky Dog, som formentlig er produceret omkring årsskiftet 1920/21. Da parret i 1930-erne blev interviewet om filmen, havde de begge glemt de havde medvirket i den. I filmen bliver Laurels rolle ven med en herreløs hund, som ender med at redde ham fra at blive sprængt i luften af dynamit. Hardy spiller en voldsmand, der prøver på at røve Laurel. Nogle år senere skrev de to uafhængigt af hinanden kontrakt med Hal Roach-studierne, og deres næste filmoptræden sammen var i 45 Minutes From Hollywood fra 1926.
Hal Roach anses for at være hovedmanden bag dannelsen af Gøg og Gokke. Det var ham der bragte parret sammen, og det var i hans studier de arbejdede de næste mere end tyve år. Ifølge Charley Rogers, som i årevis arbejdede tæt sammen med de tre, ville det ikke være blevet til noget, hvis ikke Laurel, Hardy og Roach var mødtes det rigtige sted på det rigtige tidspunkt. Den første rigtige Gøg og Gokke-film var Putting Pants on Philip fra december 1927. I filmen spiller Laurel en ung skotte ved navn Philip, som lige er ankommet til USA. Han bærer kilt og oplever af samme grund en del uheld. Hardy spiller hans onkel, som prøver at få ham til at bære bukser. I 1927 medvirkede parret også i The Battle of the Century, en klassisk kortfilm, som gennem en årrække blev anset for at være gået tabt, men som nu er fundet igen, og hvori medvirker over 3.000 lagkager.
Laurel har sagt om begyndelsen på Gøg og Gokke: "Det vi oftest bliver spurgt om, er hvordan vi mødtes. Jeg siger altid, at det skete helt af sig selv." Gøg og Gokke mødtes ved et tilfælde og voksede sig store ad omveje. I 1926 var Laurel og Hardy begge med i Roachs Comedy All Stars, en nogenlunde ensartet gruppe skuespillere som arbejdede sammen på en række film. Umærkeligt voksede Laurels og Hardys roller sig større og vigtigere, på bekostning af de øvrige skuespillere, fordi Laurel og Hardy blev anset for at være dygtige skuespillere. Det var filminstruktøren Leo McCarey, som foreslog de skulle danne par, og han instruerede dem fra1927 til 1930. På denne tid fastlagde McCarey og Laurel sammen rammerne for komikerduoen. Det var McCarey som tilskyndede duoen til at optræde i et mere naturligt tempo, og ikke det hektiske fra de tidlige stumfilm. Rollerne som Gøg og Gokke skulle blive Laurel og Hardys de næste tredive år.
- Laurel (siddende) og Hardy (i midten) i The Lucky Dog fra 1921, den første film hvor de begge medvirkede
- Laurel og Hardy sammen med instruktør James Parrott omkring 1930
- Plakat for Another fine mess fra 1930
- Plakat for Any Old Port fra 1932
- Plakat for Devil's Brother fra 1933
- Parret i rollerne som Stannie Dum and Ollie Dee i musicalfilmen Babes in Toyland fra 1934
- Laurel og Hardy med Lupe Vélez i Hollywood Party fra 1934
- Gøg og Gokke i The Flying Deuces fra 1939
- Gøg og Gokke i The Flying Deuces (1939)
- Gøg og Gokke ved en offentlig optræden i 1943

Selvom Hal Roach havde manuskriptforfattere og instruktører som fx H. M. Walker, Leo McCarey, James Parrott og James W. Horne tilknyttet Gøg og Gokke-filmene, begyndte Laurel efterhånden at omskrive mange af scenerne eller sekvenserne. Han lod også ofte skuespillerne improvisere under optagelserne, som han herefter omhyggeligt gennemgik under redigeringen af den fremkaldte film. Fra 1929 var Laurel blevet hovedmanuskriptforfatter, idet skriveprocessen ofte ifølge øjenvidner forløb muntert, men kaotisk. Laurel havde tre eller fire hjælpeforfattere, og sammen kappedes man om at finde på de sjoveste optrin. Mens Laurel åbenlyst nød at skrive sjove numre, ville Hardy hellere end gerne slippe for det, idet han engang forklarede: "Selve det at lave numrene var da hårdt nok arbejde, især når man er faldet så tit og blevet smidt i så mange mudderhuller som jeg. Jeg mener bestemt, jeg fortjente min løn." Selvom Laurel ikke blev krediteret herfor i rulleteksterne, fungerede han i denne periode som den egentlige instruktør i parrets film. Det var ham der styrede filmproduktionen, uanset hvem der sad i instruktørstolen, men han følte det ikke nødvendigt at forfægte denne stilling. Roach bemærkede: "Det var Laurel, der styrede produktionen. Hvis Laurel sagde til instruktøren: 'Jeg kan ikke lide denne ide,' så sagde instruktøren aldrig: 'Det er jeg ligeglad med, gør som jeg siger'. Det lå i luften, at Laurel bestemte." Når nu Laurel bestemte så meget, var der faktisk ikke meget tilbage for instruktøren af navn at gøre.
I 1929 lakkede stumfilm-æraen mod enden, og mange skuespillere måtte se deres karriere blive overhalet af talefilmen. Mange stumfilmskuespillere forsøgte sig med lange talte sekvenser i den nye filmtype, ofte med overdreven stemmeføring. Gøg og Gokke undgik denne faldgrube, fordi deres film stadig først og fremmest var visuelle. De var ikke ligeglade med lydsiden, men lod sig heller ikke styre af den. Det lykkedes parret at få den visuelle og verbale humor til at gå op i en højere enhed, som det gnidningsløst skete i deres første talefilm Unaccustomed As We Are fra 1929. Titlen er en hentydning til den amerikanske vending "Unaccustomed as we are to public speaking". I deres dialog i åbningsscenen gør Laurel og Hardy grin med den drævende og selvforherligende stemmeføring, man hørte i mange af de første talefilm, en praksis de jævnligt gentog i deres følgende film.
Gøg og Gokkes første spillefilm var Pardon Us fra 1931 (på dansk: Gøg og Gokke i Spjældet). Året efter vandt The Music Box (på dansk: Gøg og Gokke som Flyttemænd), hvor parret skal flytte et klaver op ad en lang trappe, en Oscar i kategorien Best Live Action Short Subject. Mens mange af parrets fans regner The Music Box som deres bedste film, er stumfilmen Big Business fra 1929 langt den mest roste af deres film. Her sælger Laurel og Hardy juletræer og kommer i klammeri med en modpart, spillet af James Finlayson, hvilket ender med at både hans hus og deres bil bliver ødelagt. Big Business blev i 1992 optaget som klenodie i det amerikanske National Film Registry. Filmen Sons of the Desert fra 1933 anses af mange som Laurel og Hardys bedste spillefilm.
En række af filmene blev genindspillet til det europæiske marked, og her snakker Laurel og Hardy spansk, italiensk, fransk eller tysk. Handlingen i disse film ligner den amerikanske original, men man brugte ofte ikke-amerikanere til birollerne. Laurel og Hardy talte ingen af disse sprog, men fik stemmetræning til deres replikker. Pardon Us blev således genindspillet på alle disse fire sprog, mens filmene Blotto, Hog Wild (fra 1930, på dansk: Op med Antennen) og Be Big! blev genindspillet i spanske og franske udgaver. Night Owls blev både lavet på spansk og italiensk, mens Below Zero og Chickens Come Home kun blev lavet på spansk.
Babes in Toyland fra 1934 sendes stadig på amerikansk fjernsyn ved juletid. I et interview kom Hal Roach med nogle svidende bemærkninger om Laurels opførsel under optagelserne til filmen. Laurel brød sig ikke om det oprindelige plot, og efter et skænderi med Roach fik han lov at lave filmen på sin måde. Hændelsen skadede forholdet mellem Roach og Laurel i en grad, så at Roach efter filmen sagde, han ikke længere gad lave Gøg og Gokke-film. Parret blev dog hos Roach i endnu seks år, hvorefter de søgte væk, på jagt efter større kunstnerisk frihed.
Laurel og Hardy skrev i 1941 kontrakt med 20th Century Fox, og i 1942 med Metro-Goldwyn-Mayer. Imidlertid ændrede deres arbejdsforhold sig radikalt, idet de nu blot var ansat som skuespillere til B-film og i begyndelsen ikke havde mulighed for at improvisere deres spil eller ændre på manuskripterne. Da deres film imidlertid viste sig populære, fik parret efterhånden større indflydelse på produktionen, og de spillede hovedrollerne i otte spillefilm frem til 1944. Selvom disse film langtfra regnes som parrets bedste, solgte de godt. De blev typisk lavet for mellem $250,000 og $300,000, men indspillede millioner af dollars. Filmene for Fox var så god en forretning, at Fox fortsatte med at lave Gøg og Gokke-komedier efter man i øvrigt var holdt op at lave B-film.
I 1946 holdt parret fri, men tog i 1947 på Europa-turne. De lagde også vejen forbi Danmark, og under korte besøg i Aarhus og København var parret genstand for stor hyldest. De medvirkede i radioudsendelsen Weekendhytten med Svend Pedersen. På Europa-turneen skulle parret have indspillet filmen Robin Hood, men planerne blev opgivet. I denne stille periode tog Hardy små roller i andre film. Hans ven John Wayne fik ham med i The Fighting Kentuckian for Republic Pictures, og Bing Crosby skaffede ham en lille rolle i Frank Capra's Riding High.
I 1950–51 indspillede Laurel og Hardy deres sidste spillefilm, Atoll K. Det var en fransk-italiensk co-produktion instrueret af Leo Joannon, men arbejdet med filmen var plaget af sprogbarrierer, tekniske besværligheder, samt skrantende helbred hos både Laurel og Hardy. Under optagelserne begyndte Hardy at tabe sig voldsomt, og han fik hjertebanken, mens Laurel blev ramt af smertefuld prostata. Kritikerne var utilfredse med filmens handling, med den engelske eftersynkronisering og med Hardys forhutlede fremtoning. Laurel fik først manuskriptet udleveret, da han ankom til optagelserne, hvilket han fandt kritisabelt. Han ændrede hurtigt manuskriptet og fik sin gamle ven Alf Goulding til at instruere hans scener med Hardy, scener som regnes som de bedste siden Hal Roach-dagene. Filmen var ingen succes, og det blev parrets sidste. Resten af 1951 holdt parret fri. Laurel spillede dog med i den lille stumfilm Swim Meet.
De fleste af Gøg og Gokkes film er bevaret og vises stadig af og til. Tre ud af deres 107 film anses for tabt og er ikke blevet vist i deres helhed siden 1930-erne. Stumfilmen Hats Off fra 1927 findes ikke mere. Første halvdel af Now I'll Tell One fra 1927 er tabt, mens den sidste del endnu ikke er udsendt på video. I musical'en The Rogue Song fra 1930 medvirker Laurel og Hardy i ti optrin, hvoraf kun det ene kendes i dag.

### Musik
Gøg og Gokkes berømte kendingsmelodi, kendt som "The Cuckoo Song", "Ku-Ku" eller "The Dance of the Cuckoos", blevet skrevet af musikdirektør Marvin Hatley, som timesignal til Roach-studiernes radiostation. Laurel hørte melodien og spurgte Hatley, om komikerparret måtte bruge melodien som kendingsmelodi. Først blev melodien i 1930 indspillet med to klarinetter, senere i 1935 med orkester. Det var Leroy Shield, som skrev det meste af musikken til Gøg og Gokkes korte talefilm. En samling af disse sange, kaldet Trail of the Lonesome Pine, blev udgivet i 1975. Titelnummeret blev udgivet på single i Storbritannien, hvor det nåede andenpladsen på hitlisterne.

### Liste over film
| 1921 - The Lucky Dog 1926 - 45 Minutes from Hollywood 1927 - The Battle of the century - Call of the Cuckoos - Do detectives think? - Duck Soup - Hats off - Love'em and Weep - Putting pants on Philip - Sailors beware - The Second hundred years - Slipping Wives - Sugar Daddies - Why girls love sailors - With Love and Hisses 1928 - Early to bed - The Finishing Touch - Flying Elephants - From soup to nuts - Habeas Corpus - Leave'em laughing - Should married men go home? - Their purple moment - Two tars - We Faw Down - You're darn Tootin' 1929 - Angora love - Bacon Grabbers - Berth Marks - Big business - Double Whoopee - The 1929 - The Hoose-Gow - Liberty - Men O' war - Perfect day - That’s my wife - They go Boom - Unaccustomed as we are - Wrong again | 1930 - Another Fine mess - Below Zero - Blotto - Brats - Hog wild - The Laurel & Hardy Murder Case - Night Owls - The Rogue Song 1931 - Be big - Beau Hunks - Chickens come home 1931 - The Chimp - Come clean - Laughing Gravy - On the loose - One good turn - Our wife - Pardon us - The Stolen Jools 1932 - Any old port - County Hospital - Helpmates - The Music Box - Pack up your troubles - Scram - Their first mistake - Towed in a hole 1933 - Busy Bodies - The Devils brother - Dirty Work - Me and my pal - The Midnight Patrol - Sons of the Desert/Fraternally Yours - Twice two - Wild Poses 1934 - Babes in toyland/March of the wooden soldiers - Going bye-buy! - Hollywood party - The Live Ghost - Oliver the eighth - Them Thar hills | 1935 - Bonnie Scotland - THe Fixer uppers - Thicker that water - Tit for tat 1936 - The Bohemian Girl - On the wrong treck - Our relations 1937 - Pick at star - Way out west 1938 - Block-Heads - Swiss Miss 1939 - The Flying Deuces 1940 - A Chump at Oxford - Saps at sea 1941 - Great guns 1942 - A-Haunting We Will Go 1943 - Air Raid Wardens - Dancing masters - Jitterbugs - The Tree in a test tube 1944 - The Big noise 1945 - The Bullfighters - Nothing but trouble 1951 - Atoll K/Utopia |

## Gøg og Gokkes sidste år
Efter Atoll K holdt Laurel og Hardy fri nogle måneder, så Laurel kunne komme sig. I 1952 lavede de en række velbesøgte sceneoptrædener i Europa med en kort sketch, Laurel havde skrevet, kaldet "A Spot of Trouble". I håb om at gentage successen året efter skrev Laurel nummeret "Birds of a Feather". Den 9 september 1953 ankom parret med båd til Cobh i Irland, og Laurel skrev senere om modtagelsen:
 Den kærlighed og hengivenhed, som kom os i møde den dag i Cobh, var simpelthen utrolig. Hundredevis af både tudede i hornet, og store menneskeskarer stod på kajen og råbte. Vi forstod slet ikke al den halløj. Og så skete der noget, jeg aldrig vil glemme. Alle Cobhs kirkeklokker begyndte at spille vores temasang, og Babe [Oliver Hardy] kiggede på mig og vi græd. Jeg glemmer aldrig den dag. Aldrig.

Under turneen i Storbritannien og Irland i 1953 optrådte Laurel og Hardy i irsk radio og i BBCs populære tv-shov Face the Music. Desværre findes der ikke optagelser af disse shows, men for nylig har man fundet notater fra parrets optræden. Ifølge disse fortæller Hardy Laurel, at showet har seks millioner seere, og at værten Henry Hall "vil præsentere os for dem". Hvortil Laurel svarer: "Det kommer til at tage noget tid, gør det ikke?"
Den 1. december 1954 optrådte parret for første og sidste gang på amerikansk tv, hos studievært Ralph Edwards i hans show This Is Your Life på NBC. Under påskud af at skulle mødes med en kendt producer var Laurel og Hardy blevet installeret i suiten værelse 205 på det berømte Knickerbocker Hotel midt på Manhattan i New York. Pludselig gik dørene op, og Edwards trådte ind til de to, sammen med tv-kameraer og en masse lys. Udsendelsen blev optaget og er senere udsendt på video. Bl.a. pga. den positive omtale efter denne tv-optræden begyndte parret forhandlinger med Hal Roachs søn, Hal Roach, Jr., om en række tv-udsendelser i farve på NBC med titlen Laurel and Hardy's Fabulous Fables. Planerne måtte imidlertid lægges på hylden, da begge de to komikere fortsat var plaget af dårligt helbred. I 1955 optrådte Laurel og Hardy for sidste gang på tv, i BBC-programmet This Is Music Hall om Grand Order of Water Rats, en britisk varieté-forening. Laurel og Hardy medvirkede i et klip i programmet, hvor de mindedes deres venner inden for britisk varieté. Der findes desuden fra 1956 en tre minutter lang privat film uden lyd med parret, optaget hjemme hos Laurels datter Lois.
Selvom Hardy fulgte sin læges råd og ændrede sin livsstil mod det sundere, tabte han 45 kg i løbet af 1956. Flere slagtilfælde gjorde, han blev lam og ikke kunne tale. Det forlød, at han på trods af sin lange og succesrige karriere var nødt til at sælge sit hus for at dække udgifter til læge og hospital. Hardy døde 7. august 1957 efter endnu et slagtilfælde, og da vejede han ifølge sin gamle ven Bob Chatterton kun 63 kg. Hardy blev begravet på Valhalla Memorial Park-kirkegården i det nordlige Hollywood. Efter Hardys død vendte mange af Gøg og Gokkes film tilbage til biograferne, i instruktøren Robert Youngstons stumfilm-kavalkade The Golden Age of Comedy.
I sine sidste otte år nægtede Laurel at optræde, og afslog tilmed Stanley Kramers tilbud om en lille rolle i hans berømte komedie fra 1963 It's a Mad, Mad, Mad, Mad World. I 1960 modtog Laurel en æres-Oscar for sit bidrag inden for filmkomik. Pga dårligt helbred kunne han ikke selv være stede, og skuespilleren Danny Kaye modtog i stedet prisen på hans vegne. Selvom han ikke selv optrådte, fortsatte Laurel med at skrive gags til andre filmkomikere. Han kommunikerede mest i form af breve, og insisterede på personligt at besvare hvert af sine fanbreve. I sin sidste tid fik han besøg af mange af de nye komikere og berømtheder, bl.a. Dick Cavett, Jerry Lewis, Peter Sellers, Marcel Marceau og Dick Van Dyke. Inden sin død 23. februar 1965 nåede Laurel at opleve, hvordan Gøg og Gokke-filmene fik en renæssance på tv og i film-kalvalkader. Han døde i Santa Monica og ligger begravet på Forest Lawn-Hollywood Hills-kirkegården i Los Angeles.

## Eftermæle
Efter Laurels død i 1965 blev der lavet to større spillefilmshyldester til parret: I Robert Youngsons Laurel and Hardy's Laughing '20s viste han højdepunkter fra deres stumfilm, mens The Great Race var en storslået hyldest til slapstick, som instruktøren Blake Edwards tilegnede "Mr. Laurel and Mr. Hardy". I mange år kunne man i engelske og amerikanske børneprogrammer og reklamer se Jim MacGeorge som Gøg og Chuck McCann som Gokke. En del af de gamle film er blevet farvelagte, med svingende billedkvalitet til følge, og mange af parrets populære film kan nu kun fås i farver.
Der findes tre Gøg og Gokke-museer, et i Laurels fødeby Ulverston i Storbritannien og et i Hardys fødeby Harlem i Georgia i USA. Det tredje ligger i Solingen i Tyskland. På coveret til Beatles-albummet Sgt. Pepper's Lonely Hearts Club Band fra 1967 ses Stan Laurel og Oliver Hardy blandt de mange andre berømtheder. På den britiske Channel 4 udpegede et panel af 50 komikere i 2005 i programmet The Comedian's Comedian Gøg og Gokke som de syvendestørste komikere nogensinde, og som det største komikerpar.
Forretningsmanden Larry Harmon har markedsført Gøg og Gokke-legetøj og malebøger, og i 1966 var han sammen med Hanna-Barbera Productions med til at producere Gøg og Gokke-tegnefilm. I 1999 producerede Harmon en 'direct-to-video' komedie med titlen The All-New Adventures of Laurel and Hardy: For Love or Mummy. Skuespillerne Bronson Pinchot and Gailard Sartain spillede her Gøg og Gokkes nevøer med navnene Stanley Thinneus Laurel og Oliver Fatteus Hardy. Den indiske komikerduo Ghory and Dixit var kendt som Indiens svar på Gøg og Gokke. Og de tamilske skuespillere Goundamani og Senthil er blevet betegnet som tamilsk films Gøg og Gokke.
Mens man i Danmark på firmaet Hjem-IS's salgsbiler bruger en klokke som kaldesignal, bruger man i Sverige Gøg og Gokkes kendingsmelodi.
I Goscinny og Uderzos Asterix-tegneserie Obelix og Co Aps fra 1976 medvirker Gøg og Gokke som romerske soldater

### Hyldest-broderskab
Det officielle broderskab til Gøg og Gokkes hyldest hedder The Sons of the Desert, efter et broderskab i parrets film Ørkenens Sønner fra 1933. Broderskabet blev grundlagt i New York i 1964 af Laurel og Hardys biografi-forfattere John McCabe, Orson Bean, Al Kilgore, Chuck McCann og John Municino, med Stan Laurels velsignelse og medvirken. Siden starten er der dannet over 150 lokalafdelinger i Nordamerica, Europa og Australien. Broderskabet er beskrevet i den Emmy-vindende dokumentarfilm Revenge of the Sons of the Desert, som er udgivet som DVD som del af The Laurel and Hardy Collection, Vol. 1.

### Verden rundt
Mens komikerparret i den angelsaksiske verden optrådte under deres egne efternavne, blev de i resten af verden kendt under andre navne.
| Land                         | Navn                                                                                |
| ---------------------------- | ----------------------------------------------------------------------------------- |
| Iran                         | Chagh va Laghar (چاق و لاغر) (Den Tykke og den Tynde)                               |
| Polen                        | "Flip i Flap" (Flip og Flap)                                                        |
| Tyskland                     | "Dick und Doof" (Tykke og Dumme)                                                    |
| Brasilien                    | "O Gordo e o Magro" (Den Tykke og den Tynde)                                        |
| Sverige                      | "Helan och Halvan" (Den Hele og den Halve)                                          |
| Norge                        | "Helan og Halvan" (Den Hele og den Halve)                                           |
| Spanien                      | "El Gordo y el Flaco" (Den Tykke og den Tynde)                                      |
| Italien                      | "Stanlio e Ollio" også kendt som "Cric e Croc" frem til 1970-erne                   |
| Ungarn                       | "Stan és Pan" (Stan og Pan)                                                         |
| Rumænien                     | "Stan și Bran" (Stan og Bran)                                                       |
| Nederlandene, flamsk Belgien | "Laurel en Hardy", "Stan en Ollie", "De Dikke en de Dunne" (Den Tykke og den Tynde) |
| USA og Storbritannien        | "Laurel and Hardy"                                                                  |
| Portugal                     | "O Bucha e o Estica" (Den Tykke og den Tynde)                                       |
| Kroatien, Serbien, Bosnien   | "Stanlio i Olio"                                                                    |
| Grækenland                   | "Hondros kai Lignos" (Χοντρός και Λιγνός) (Tyk og Tynd)                             |
| Indien (Marathi)             | Jaadya Aani Radya (जाड्या आणि रड्या) (Modig og Bekymret)                                  |
| Finland                      | Ohukainen ja Paksukainen (Den Tykke og den Tynde)                                   |
| Island                       | "Steini og Olli"                                                                    |
| Israel                       | "השמן והרזה" (Den Tykke og den Tynde)                                               |
| Sydvietnam                   | "Mập - Ốm" (Den Tykke og den Tynde)                                                 |
| Sydkorea                     | "뚱뚱이와 홀쭉이" (Den Tykke og den Tynde)                                          |